# アストンマーティン・DB4GT

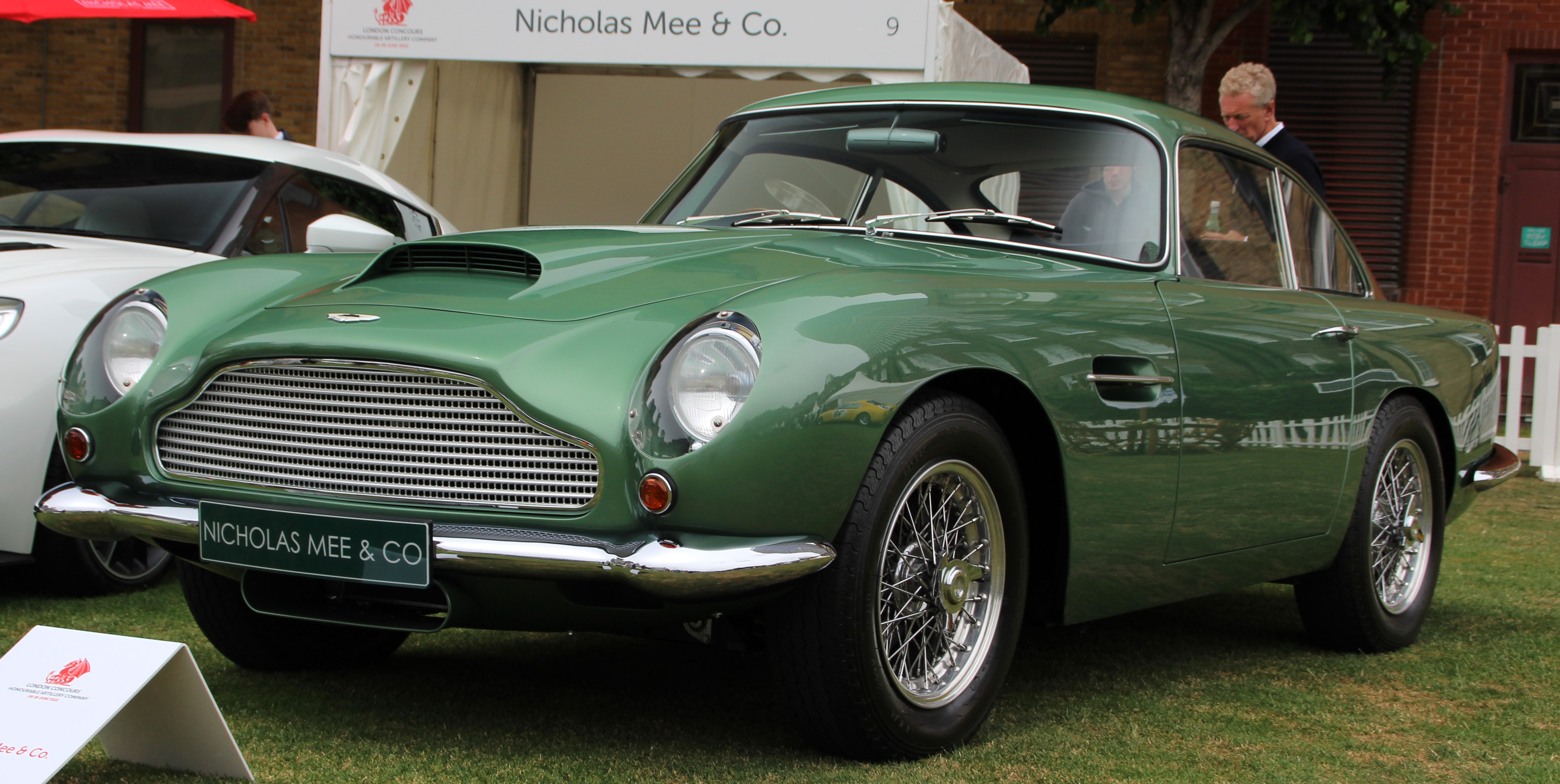
DB4 GT

DB4GTは、アストンマーティン・ラゴンダが1959年-1963年に製造したスポーツカーである。
DB4GTはDB4の高性能版であり、ツーリングボディで75台、ザガートボディのスペシャルバージョンDB4GTザガートで19台のみ製作された。
プロトタイプであるDP199は、スターリング・モスにより、シルバーストーンでのレースでデビューウィンを飾っている。
ノーマルのDB4とはスペック上の差以上に、豪快なパフォーマンスと軽快なハンドリングを有するとされており、レースでもフェラーリ・250GTと互角に戦える唯一の英国車であった。

## 機構・スタイル
- エンジンは、DB4の3,670cc水冷直列6気筒のDOHCエンジンをベースに圧縮比9:1としたツインプラグヘッドを搭載。3基のダブルチョーク・ウェーバー45DCOEキャブレターから302英馬力を出力する。
- ノーマルのDB4に比べホイールベースを5インチ短縮し、2シーターとした。これに伴い、車重はノーマルのDB4に比べ約85kg軽い1,296kgとしたが、プライベートチーム用に数台、更に軽量化したバージョンが製作された。